# Sárga len
A sárga len (Linum flavum) a len nemzetségbe tartozó, Magyarországon is honos növényfaj.

## Származása, elterjedése
Magyarországon többek közt a Gödöllői-dombság, a Börzsöny és a Cserhát területén él.

## Megjelenése, felépítése
Legfeljebb 40 cm magasra nő. A tövén meddő levélrózsa alig van vagy teljesen hiányzik. Az alsó, lapát alakú levelek 20–35mm hosszúak. Levelei húsosak, kékes árnyalatúak.
Nevét onnan kapta, hogy virága az ismertebb lenfajokétól eltérően sárga: a nagy aranysárga pártából narancssárga erek dagadnak ki. Egy tő 25–35 virágot fejleszt. A 6–8 mm hosszú csésze és a 15–20 mm hosszú, sárga szirom töve eleinte összefügg.

## Életmódja, élőhelye
Évelő. Napos, köves, illetve suvadásos hegyoldalakon az alföldi pusztákon, de a fenyvesekben is virít. Június–júliusban (ha a körülmények optimálisak: májustól szeptemberig) nyílik.